# Partenaire (économie)
 (juillet 2019).
Si vous disposez d'ouvrages ou d'articles de référence ou si vous connaissez des sites web de qualité traitant du thème abordé ici, merci de compléter l'article en donnant les références utiles à sa vérifiabilité et en les liant à la section « Notes et références ».
 (juillet 2019).
Pour les articles homonymes, voir Partenaire.
En économie, un partenaire est une personne, un groupe, une collectivité, un organisme ou une entité avec laquelle on s'associe ou on s'allie pour réaliser une action commune dans une affaire, une entreprise, une négociation ou un projet.

## Apports d'un partenaire
Un partenaire possède plusieurs champs d'action et domaines de compétences. Ses apports peuvent revêtir différentes formes :
- Apports en nature : marchandises en stock, remise d'un bien inscrit sur le registre des immobilisations, exécution de prestations de services, mise à disposition de moyens matériels, personnels ou techniques.
- Apports technologiques : le partenariat technologique consiste à mobiliser le savoir-faire, le métier de l'entreprise au bénéfice de partenaires culturels ou du monde de la solidarité.
- Apports financiers : cotisation, subvention, apport en numéraire.
- Apports en conseils : conseils stratégiques en gestion d'entreprise, en expertise comptable, suivant les connaissances professionnelles du partenaire

## Prolongements d'un partenariat
Le partenariat peut être utilisé comme outil de communication. Dans ce cas, le partenaire peut devenir mécène, sponsor ou bien parrain.

## Outils
Certains sites internet permettent aujourd'hui de faciliter la recherche de partenaire, ces sites de réseau social du type LinkedIn permettent dans un premier temps de faire des recherches parmi un grand nombre de professionnels puis dans un second temps d'entrer en contact avec ces personnes pour nouer un partenariat.